# Ékfoltos razbóra
Az ékfoltos razbóra (Trigonostigma heteromorpha vagy korábbi nevén Rasbora heteromorpha) Délkelet-Ázsiában őshonos hal, mely akváriumi halként is igen népszerű. Nevét az oldalán látható háromszög alakú foltnak köszönheti.

## Elterjedése, élőhelye
Őshazája Malajzia, Szingapúr, Szumátra és Dél-Thaiföld. Itt tőzegláperdők patakjaiban és egyéb vizeiben fordul elő.

## Megjelenése
Testének alapszíne ezüstös rózsaszín, melynek árnyalata a víz különböző paramétereivel változhat. Nevét a hasúszók eredési helyétől hátrafelé elhelyezkedő, igen jellegzetes, kékesfekete ék alakú foltról kapta. Áttetsző hát- és farokúszóján narancspiros jegyeket, farok alatti úszójának testtől távolabbi részén vékony fekete csíkot visel. A hal testhossza 4 cm.[forrás?]

## Akváriumi tartása
Annak ellenére, hogy élőhelyén viszonylag állandó a vízminőség, változatos körülményekhez képes alkalmazkodni, ha óvatosan akklimatizáljuk. 6–7,8-as pH-jú és 15 dH összkeménységű vízben tartható. A tenyésztésük enyhény savas 6-6,5 pH-jú, és igen lágy 1-3 dH összkeménységű vízben megoldható. Rajhal, vagyis minimum 6 egyedet ajánlott együtt tartani, bár egy nagyobb raj megfelelőbb nemcsak a halak közérzete, hanem esztétikai szempontok miatt is. Egy nagy csapat különleges látványt nyújt, mely az akvarisztika iránt kevésbé érdeklődőket is megfogja. Kedveli a növényekkel beültetett akváriumot, tartásuk un. biotópszerű (eredeti élettér utánzása) akváriumban sem nehéz. Az eredeti életterében megtalálhatjuk a vízikehely fajokat (Cryptocoryne), a jávai mohának (Vesicularia dubyana) csak mint dekorációnak van jelentősége. Az ékfoltos razbóra nem szabadívó faj. A nőstény az ikráit egy "széleslevelű " vízinövény (lehet műnövény is) levelének fonákjára ragasztja.